# Caprera (eiland)

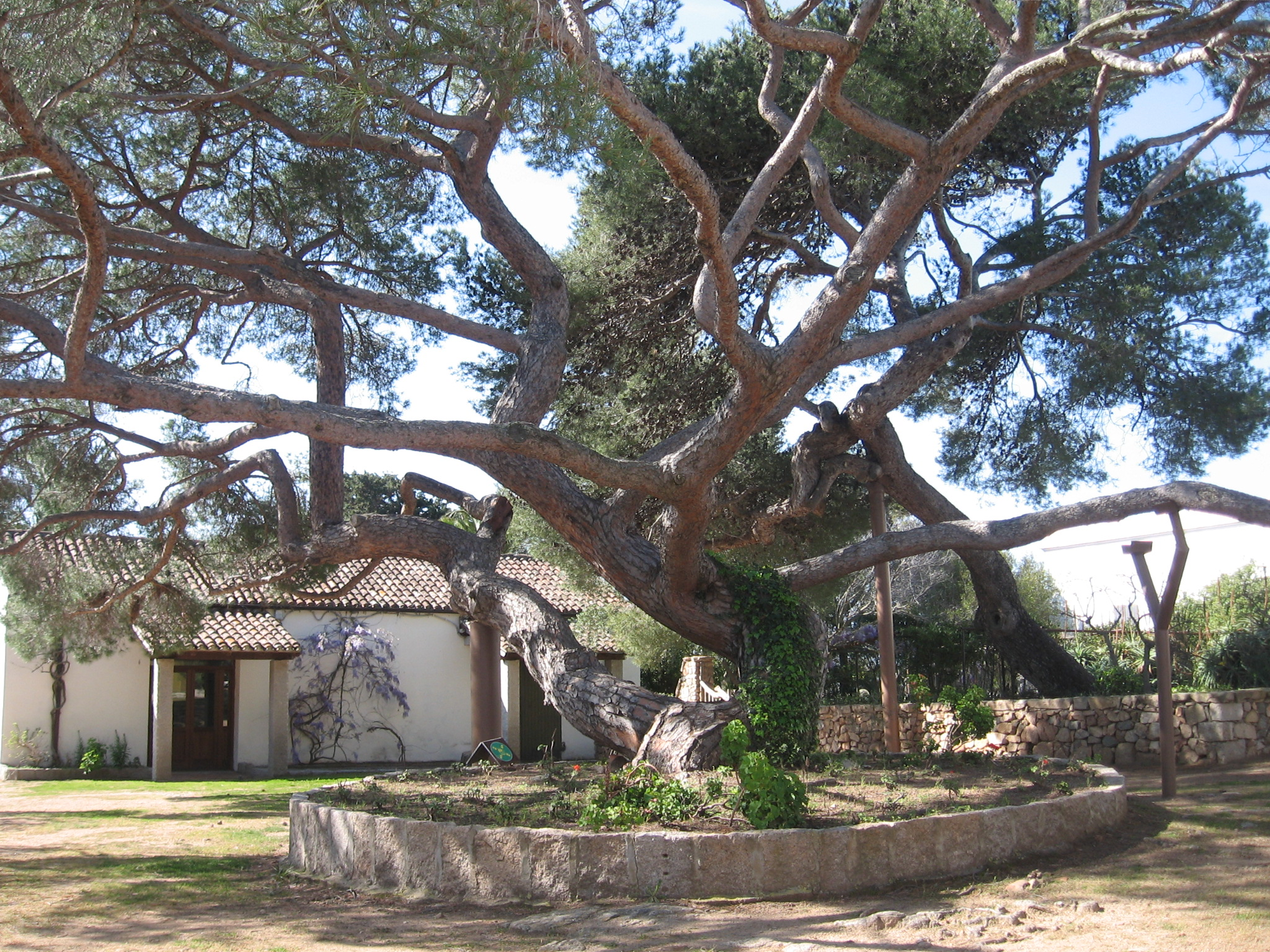
Het Garibaldimuseum (het voormalige onderkomen van Giuseppe Garibaldi, La Casa Bianca) op Caprera

Caprera is een eiland met een oppervlakte van 15,7 km² voor de kust van Sardinië en maakt deel uit van Italië, gesitueerd in de La Maddalena-archipel. Het eiland meet maximaal 3,5 bij 8,75 kilometer. Het hoogste punt van het eiland is Monte Teialone, dat 212 meter boven de zeespiegel gelegen is.
Het eiland is bekend als de plaats waar Giuseppe Garibaldi stierf, een Italiaanse patriot die op Caprera woonde vanaf 1855 tot aan zijn dood in 1882. Zijn huis is nu een museum en het eiland zelf is in zijn geheel een nationaal monument.
Caprera is met het hoofdeiland La Maddalena verbonden door een 600 meter lange dam, waarin een brug van 60 meter lengte zit. Caprera was op 12 mei 2007 de startplaats van de 90e Ronde van Italië.